# Comuna Poradivka, Vasîlkiv
Poradivka (în ucraineană Порадівка) este o comună în raionul Vasîlkiv, regiunea Kiev, Ucraina, formată din satele Poradivka (reședința) și Rulîkiv.

## Demografie
Componența lingvistică a comunei Poradivka
     Ucraineană (97%)
     Rusă (2,4%)
     Alte limbi (0,6%)
Conform recensământului din 2001, majoritatea populației comunei Poradivka era vorbitoare de ucraineană (97%), existând în minoritate și vorbitori de rusă (2,4%).